# Santa Elena (östra Las Margaritas kommun)
Santa Elena är en ort i Mexiko.   Den ligger i kommunen Las Margaritas och delstaten Chiapas, i den sydöstra delen av landet, 900 km öster om huvudstaden Mexico City. Santa Elena ligger 1 152 meter över havet och antalet invånare är 113.
Terrängen runt Santa Elena är huvudsakligen kuperad, men åt nordost är den bergig. Runt Santa Elena är det ganska glesbefolkat, med 30 invånare per kvadratkilometer. Närmaste större samhälle är Santa Lucía Ojo de Agua, 4,4 km nordost om Santa Elena. I omgivningarna runt Santa Elena växer i huvudsak städsegrön lövskog.